# Адольф Баум
Адольф Баум (нім. Adolf Baum; 28 жовтня 1916, Фрідберг — 4 грудня 1942, Краків) — австрійський і німецький офіцер, доктор права, оберлейтенант резерву люфтваффе. Кавалер Лицарського хреста Залізного хреста.

## Біографія
Судетський німець, син залізничного чиновника. Здобув вищу юридичну освіту. В 1937 році вступив в 5-ту роту 6-го піхотного полку. Після аншлюсу 15 березня 1938 року автоматично перейшов у вермахт. 26 жовтня 1938 року переведений 3-тю роту 73-го легкого зенітного дивізіону. З 2 вересня 1939 року — командир розрахунку 5-ї батареї 61-го зенітного полку у Вісмарі. З 15 квітня 1940 року — командир взводу 37-го моторизованого зенітного полку. Учасник Німецько-радянської війни. З 1 квітня 1942 року — командир 5-ї батареї свого полку. Відзначився в боях під Сталінградом, коли під час одного з боїв батарея Баума була атакована 17 радянськими танками. Баум успішно направляв своїх артилеристів, тому їм вдалося знищити більшість танків і зірвати спробу прориву на північній ділянці оборони 6-ї армії, проте він був тяжко поранений і евакуйований до Кракова, де помер у шпиталі.

## Звання
- Солдат (1937)
- Кандидат в офіцери резерву (1938)
- Вахмістр резерву (1939)
- Лейтенант резерву (1 лютого 1940)
- Оберлейтенант резерву (1942)

## Нагороди
- Залізний хрест
  - 2-го класу (18 липня 1940)
  - 1-го класу (19 квітня 1941)
- Нагрудний знак зенітної артилерії люфтваффе
- Медаль «За зимову кампанію на Сході 1941/42» (9 вересня 1942)
- Нагрудний знак «За поранення» в чорному
- Лицарський хрест Залізного хреста (21 грудня 1942, посмертно)